# Championnat d'Équateur de football
Le championnat d'Équateur de football, dénommé « LigaPro Serie A », est une compétition annuelle de football disputée entre les meilleurs clubs équatoriens.

## Histoire
Avant l'année 1950, le football en Équateur était entièrement amateur jusqu'à ce que la Guayas Football Association (AFG) devienne professionnelle et organise le premier championnat pour les clubs de la région de Guayaquil. La première édition de ce championnat régional fut remportée par le club de  Río Guayas. En 1954, l'AFNA (Asociación de Fútbol No Amatur de Pichincha) décida elle aussi de devenir professionnelle et organisa également un championnat pour les clubs de la province de Pichincha (pour les clubs de Quito et Ambato) remportée par le LDU Quito.
Les deux championnats ont coexisté pendant quelques années mais il n'y avait à cette époque aucun club sacré champion national. En 1957, le premier titre de champion d'Équateur de football fut disputé entre les vainqueurs et les dauphins des deux championnats régionaux. Le Club Sport Emelec devint finalement le premier club champion d'Équateur de football. 
En 1958 & 1959, aucun championnat ne fut organisé, il se déroula de nouveau à partir de 1960 selon le même format qu'en 1957 avec les huit meilleures équipes des deux compétitions jusqu'en 1967. Cette année vit la disparition des deux championnats régionaux laissant place à une première division (Primera Categoría) composée des meilleures équipes et une seconde division (Segunda Categoría) utilisant le système de relégation et de promotion.
La Primera Categoría fut divisée en deux (Serie A & Serie B) en 1971 puis entre 1983 et 1988, la Serie B fut intégrée à la seconde division, depuis 1989, la Serie B a été réorganisée et reste aujourd'hui le second niveau du football équatorien.
Depuis 2019, le nombre d'équipes participantes, précédemment au nombre de 12, est passé à 16.

## Palmarès
| 1957      | CS Emelec (1)               | Simón Cañarte (Barcelona SC ; 4)                                                                               |                    |                    |
| 1958      | Pas de championnat          | Pas de championnat                                                                                             | Pas de championnat | Pas de championnat |
| 1959      | Pas de championnat          | Pas de championnat                                                                                             | Pas de championnat | Pas de championnat |
| 1960      | Barcelona SC (1)            | Enrique Cantos (Barcelona SC ; 8)                                                                              |                    |                    |
| 1961      | CS Emelec (2)               | Galo Pinto (Club Deportivo Everest ; 12)                                                                       |                    |                    |
| 1962      | CD Everest (1)              | Iris López (Barcelona SC ; 9)                                                                                  |                    |                    |
| 1963      | Barcelona SC (2)            | Carlos Alberto Raffo (CS Emelec ; 4)                                                                           |                    |                    |
| 1964      | Deportivo Quito (1)         | Jorge Valencia (América de Manta ; 8)                                                                          |                    |                    |
| 1965      | CS Emelec (3)               | Helio Cruz (Barcelona SC; 8)                                                                                   |                    |                    |
| 1966      | Barcelona SC (3)            | Coutinho (LDU Quito ; 13)                                                                                      |                    |                    |
| 1967      | El Nacional (1)             | Tom Rodríguez (El Nacional ; 16)                                                                               |                    |                    |
| 1968      | Deportivo Quito (2)         | Victor Battaini (Deportivo Quito ; 19)                                                                         |                    |                    |
| 1969      | LDU Quito (1)               | Francisco Bertocchi (LDU Quito ; 26)                                                                           |                    |                    |
| 1970      | Barcelona SC (4)            | Rómulo Dudar Mina (Deportivo Macará ; 19)                                                                      |                    |                    |
| 1971      | Barcelona SC (5)            | Alfonso Obregón (LDU Portoviejo ; 19)                                                                          |                    |                    |
| 1972      | CS Emelec (4)               | Nelsinho (Barcelona SC ; 24)                                                                                   |                    |                    |
| 1973      | El Nacional (2)             | Ángel Marín (Club Deportivo América ; 18)                                                                      |                    |                    |
| 1974      | LDU Quito (2)               | Ángel Liciardi (Deportivo Cuenca ; 19)                                                                         |                    |                    |
| 1975      | LDU Quito (3)               | Ángel Liciardi (Deportivo Cuenca ; 36)                                                                         |                    |                    |
| 1976      | El Nacional (3)             | Ángel Liciardi (Deportivo Cuenca ; 35)                                                                         |                    |                    |
| 1977      | El Nacional (4)             | Fabián Paz y Miño (El Nacional ; 27)                                                                           |                    |                    |
| 1978      | El Nacional (5)             | Juan José Pérez (LDU Portoviejo ; 24)                                                                          |                    |                    |
| 1979      | CS Emelec (5)               | Carlos Miori (CS Emelec ; 26)                                                                                  |                    |                    |
| 1980      | Barcelona SC (6)            | Miguel Gutierrez (Club Deportivo América ; 26)                                                                 |                    |                    |
| 1981      | Barcelona SC (7)            | Paulo Cesar (LDU Quito ; 25)                                                                                   |                    |                    |
| 1982      | El Nacional (6)             | José Villafuerte (El Nacional ; 25)                                                                            |                    |                    |
| 1983      | El Nacional (7)             | Paulo Cesar (Barcelona SC ; 28)                                                                                |                    |                    |
| 1984      | El Nacional (8)             | Sergio Saucedo (Deportivo Quito ; 25)                                                                          |                    |                    |
| 1985      | Barcelona SC (8)            | Juan Carlos de Lima (Deportivo Católica del Ecuador) Guga (Esmeraldas Petrolero ; 24)                          |                    |                    |
| 1986      | El Nacional (9)             | Juan Carlos de Lima (Deportivo Quito ; 23)                                                                     |                    |                    |
| 1987      | Barcelona SC (9)            | Ermen Benítez (El Nacional) Hamilton Cuvi (Club Deportivo Filanbanco) Waldemar Victorino (LDU Portoviejo ; 24) |                    |                    |
| 1988      | CS Emelec (6)               | Janio Pinto (LDU Quito ; 18)                                                                                   |                    |                    |
| 1989      | Barcelona SC (10)           | Ermen Benítez (El Nacional ; 18)                                                                               |                    |                    |
| 1990      | LDU Quito (4)               | Ermen Benítez (El Nacional ; 33)                                                                               |                    |                    |
| 1991      | Barcelona SC (11)           | Pedro Varela (Delfín SC ; 24)                                                                                  |                    |                    |
| 1992      | El Nacional (10)            | Carlos Muñoz (Barcelona SC ; 19)                                                                               |                    |                    |
| 1993      | CS Emelec (7)               | Diego Herrera (LDU Quito ; 21)                                                                                 |                    |                    |
| 1994      | CS Emelec (8)               | Manuel Uquillas (Club Deportivo Espoli ; 25)                                                                   |                    |                    |
| 1995      | Barcelona SC (12)           | Manuel Uquillas (Barcelona SC ; 24)                                                                            |                    |                    |
| 1996      | El Nacional (11)            | Ariel Graziani (CS Emelec ; 28)                                                                                |                    |                    |
| 1997      | Barcelona SC (13)           | Ariel Graziani (CS Emelec ; 24)                                                                                |                    |                    |
| 1998      | LDU Quito (5)               | Jaime Iván Kaviedes (CS Emelec ; 43)                                                                           |                    |                    |
| 1999      | LDU Quito (6)               | Christian Botero (Deportivo Macará ; 25)                                                                       |                    |                    |
| 2000      | CD Olmedo (1)               | Alejandro Kenig (CS Emelec ; 25)                                                                               |                    |                    |
| 2001      | CS Emelec (9)               | Carlos Juárez (CS Emelec ; 17)                                                                                 |                    |                    |
| 2002      | CS Emelec (10)              | Christian Carnero (Deportivo Quito ; 26)                                                                       |                    |                    |
| 2003      | LDU Quito (7)               | Ariel Graziani (Barcelona SC ; 23)                                                                             |                    |                    |
| 2004      | Deportivo Cuenca (1)        | Ebelio Ordóñez (El Nacional ; 24)                                                                              |                    |                    |
| Ouv. 2005 | LDU Quito (8)               | Wilson Segura (LDU Loja ; 21)                                                                                  |                    |                    |
| Clô. 2005 | El Nacional (12)            | Omar Alfredo Guerra (Deportiva Aucas ; 21)                                                                     |                    |                    |
| 2006      | El Nacional (13)            | Luis Miguel Escalada (CS Emelec ; 29)                                                                          |                    |                    |
| 2007      | LDU Quito (9)               | Juan Carlos Ferreyra (LDU Quito ; 17)                                                                          |                    |                    |
| 2008      | Deportivo Quito (3)         | Pablo Palacios (Barcelona SC ; 20)                                                                             |                    |                    |
| 2009      | Deportivo Quito (4)         | Claudio Bieler (LDU Quito ; 22)                                                                                |                    |                    |
| 2010      | LDU Quito (10)              | Jaime Ayoví (CS Emelec ; 23)                                                                                   |                    |                    |
| 2011      | Deportivo Quito (5)         | Narciso Mina (Independiente del Valle ; 28)                                                                    |                    |                    |
| 2012      | Barcelona SC (14)           | Narciso Mina (Barcelona SC ; 30)                                                                               |                    |                    |
| 2013      | CS Emelec (11)              | Federico Nieto (es) (Deportivo Quito ; 28)                                                                     |                    |                    |
| 2014      | CS Emelec (12)              | Armando Wila (Universidad Catòlica ; 20)                                                                       |                    |                    |
| 2015      | CS Emelec (13)              | Miller Bolaños (CS Emelec ; 25)                                                                                |                    |                    |
| 2016      | Barcelona SC (15)           | Maxi Barreiro (es) (Delfín SC ; 26)                                                                            |                    |                    |
| 2017      | CS Emelec (14)              | Hernán Barcos (LDU Quito ; 23)                                                                                 |                    |                    |
| 2018      | LDU Quito (11)              | Jhon Cifuente (es) (Universidad Catòlica ; 37)                                                                 |                    |                    |
| 2019      | Delfín SC (1)               | Luis Amarilla (es) (Universidad Catòlica ; 19)                                                                 |                    |                    |
| 2020      | Barcelona SC (16)           | Cristian Martínez (es) (LDU Quito ; 24)                                                                        |                    |                    |
| 2021      | Independiente del Valle (1) | Jonatan Bauman (es) (Independiente del Valle ; 26)                                                             |                    |                    |
| 2022      | Deportiva Aucas (1)         | Francisco Fydriszewski (es) (Deportiva Aucas ; 15)                                                             |                    |                    |
| 2023      | LDU Quito (12)              | Miguel Parrales (es) (Guayaquil City ; 16)                                                                     |                    |                    |
| 2024      | LDU Quito (13)              | Álex Arce (es) (LDU Quito ; 28)                                                                                |                    |                    |

## Bilan
| Clubs                      | Titres | Années                                                                                         |
| -------------------------- | ------ | ---------------------------------------------------------------------------------------------- |
| Barcelona Sporting Club    | 16     | 1960, 1963, 1966, 1970, 1971, 1980, 1981, 1985, 1987, 1989, 1991, 1995, 1997, 2012, 2016, 2020 |
| Club Sport Emelec          | 14     | 1957, 1961, 1965, 1972, 1979, 1988, 1993, 1994, 2001, 2002, 2013, 2014, 2015, 2017             |
| Club Deportivo El Nacional | 13     | 1967, 1973, 1976, 1977, 1978, 1982, 1983, 1984, 1986, 1992, 1996, 2005 C, 2006                 |
| LDU Quito                  | 13     | 1969, 1974, 1975, 1990, 1998, 1999, 2003, 2005 A, 2007, 2010, 2018, 2023, 2024                 |
| Deportivo Quito            | 5      | 1964, 1968, 2008, 2009, 2011                                                                   |
| Delfín SC                  | 1      | 2019                                                                                           |
| Deportivo Cuenca           | 1      | 2004                                                                                           |
| Deportiva Aucas            | 1      | 2022                                                                                           |
| Independiente del Valle    | 1      | 2021                                                                                           |
| Centro Deportivo Olmedo    | 1      | 2000                                                                                           |
| Club Deportivo Everest     | 1      | 1962                                                                                           |

## Meilleurs buteurs
L'équatorien Ermen Benítez est le meilleur buteur de l'histoire du championnat avec 191 buts. 
|    | Joueurs           | Buts |
| -- | ----------------- | ---- |
| 1  | Ermen Benítez     | 191  |
| 2  | Vinicio Ron       | 181  |
| 3  | Ebelio Ordóñez    | 159  |
| 4  | Fabian Paz y Miño | 155  |
| 5  | Geovanny Mera     | 150  |
| 6  | Hamilton Cuvi     | 147  |
| 7  | Carlos Juárez     | 141  |
| 8  | Ariel Graziani    | 134  |
| 9  | Ángel Liciardi    | 130  |
| 10 | José Villafuerte  | 125  |